# Король-львёнок
«Король-львёнок» (англ. King) — французский приключенческий фильм режиссёра Давида Моро по оригинальной идее Жана-Батиста Андреа, выпущенный в 2022 году.

## Сюжет
Кинг, львёнок, сбегает из аэропорта и находит убежище в доме у Инес и Алекса, сестры и брата, возраста 12 и 15 лет соответственно. Детям приходит в голову сумасшедшая идея: вернуть Кинга обратно в Африку. К подросткам присоединяется их дедушка, которого они видели лишь два раза в жизни.
Лейтмотив фильма — побег из родной Франции в далёкую Африку.

## В ролях
- Жерар Дармон — Макс
- Лу Ламбрехт — Инес
- Лео Лорлеак — Алекс
- Тибо де Монталамбер — Поль
- Мариус Бливе — Хьюго
- Клементин Баэрт — Луиза
- Артюс — Томас
- Лоран Боут — Мартин
- Мари-Сона Конде — Мари Янссен
- Жан-Люк Моро — профессор

## Критика
На сайте AlloCiné фильм имеет средний рейтинг 3,2 из 5 на основе 6-ти рецензий.
По мнению обозревателя Film.ru Максима Клейна, «„Король-львёнок“ напоминает черновик, который недостаточное количество раз прочитали и отправили в печать». Он оценивает фильм в 5 баллов из 10. Ольга Корф («Киноафиша») в целом похвалила работу Моро, но также отметила его значительную вторичность и сходство, в частности, с лентой 2018 года «Миа и белый лев». Марион Мишель из Télérama посчитала, что «Король-львёнок» лишён оригинальности и «не совершил революцию в жанре». Бельгийский критик Юбер Хейрен положительно оценил игру Лу Ламбрехт и львёнка, при этом не найдя позитивных моментов в присутствии Жерара Дармона и выставив фильму всего 1,5 балла.

## Скандал на съёмках
Один из членов технической съёмочной группы обвинил Давида Моро в сексуальном насилии в октябре 2020 года, в связи с чем режиссёр был отстранён от работы, его заменил оператор Антуан Санье.